# 284919 Kaçar
284919 Kaçar è un asteroide della fascia principale. Scoperto nel 2010, presenta un'orbita caratterizzata da un semiasse maggiore pari a 3,1575939 au e da un'eccentricità di 0,0456251, inclinata di 12,89268° rispetto all'eclittica.